# 1366
| [ Edytuj tabelę ]                          | |
| Król Polski                                | - 1333 Kazimierz III Wielki 1370                                                                                   |
| Król Albanii                               | - 1364 Filip II 1368                                                                                               |
| Współksiążęta Andory                       | - 1365 Pere de Luna 1370 - 1343 Gaston III 1391                                                                    |
| Król Anglii                                | - 1327 Edward III 1377                                                                                             |
| Król Aragonii i Walencji, hrabia Barcelony | - 1336 Piotr IV Aragoński 1387                                                                                     |
| Władca Azteków                             | - 1325 Tenoch 1376                                                                                                 |
| Elektor Brandenburgii                      | - 1365 Otto V Leniwy 1373                                                                                          |
| Książę Bawarii                             | - 1347 Stefan II 1375                                                                                              |
| Książę Burgundii                           | - 1364 Filip II Śmiały 1404                                                                                        |
| Cesarz Bizancjum                           | - 1355 Jan V Paleolog 1376                                                                                         |
| Car Bułgarii                               | - 1331 Iwan Aleksander 1371 - 1356 Iwan Stracimir 1396                                                             |
| Cesarz Chin                                | - 1333 Huizong 1368                                                                                                |
| Król Cypru                                 | - 1359 Piotr I 1369                                                                                                |
| Król Czech                                 | - 1346 Karol IV Luksemburski 1378                                                                                  |
| Król Danii                                 | - 1340 Waldemar Atterdag 1376                                                                                      |
| Władca Egiptu                              | - 1363 Al-Aszraf Szaban 1377                                                                                       |
| Cesarz Etiopii                             | - 1344 Nyuaje Krystos 1372                                                                                         |
| Król Francji                               | - 1364 Karol V Mądry 1380                                                                                          |
| Król Gruzji                                | - 1360 Bagrat V Wielki 1393                                                                                        |
| Hrabia Holandii                            | - 1358 Albert 1404                                                                                                 |
| Cesarz Japonii                             | - 1339 Go-Murakami 1368                                                                                            |
| Kalif                                      | - 1362 Al-Mutawakkil I 1383                                                                                        |
| Król Kastylii i Leónu                      | - 1350 Piotr I Okrutny 1369                                                                                        |
| Patriarcha Konstantynopola                 | - 1364 Filoteusz Kokkin 1376                                                                                       |
| Władca Korei                               | - 1351 Kongmin 1374                                                                                                |
| Wielki książę litewski                     | - 1345 Olgierd 1377                                                                                                |
| Cesarz Majapahitu                          | - 1350 Hajam Wuruk 1389                                                                                            |
| Sułtan Maroka                              | - 1361 Muhammad III 1366 - 1366 Abd al-Aziz I 1372                                                                 |
| Książę Mediolanu                           | - 1354 Galeazzo II 1378 - 1354 Bernabò 1385                                                                        |
| Wielki książę moskiewski                   | - 1359 Dymitr Doński 1389                                                                                          |
| Król Nawarry                               | - 1349 Karol II Zły 1387                                                                                           |
| Król Norwegii                              | - 1343 Haakon VI Magnusson 1380                                                                                    |
| Elektor Palatynatu                         | - 1356 Ruprecht I 1390                                                                                             |
| Papież                                     | - 1362 Urban V 1370                                                                                                |
| Król Portugalii                            | - 1357 Piotr I 1367                                                                                                |
| Cesarz Rzymski (niemiecki)                 | - 1346 Karol IV Luksemburski 1378                                                                                  |
| Kapitanowie Regenci San Marino             | - 1366 Nicolino di Ariminuccio Vanne di Nomaiolo 1366 - 1366 Bartolino di Giovanni di Bianco Nino di Simonino 1366 |
| Car Serbii                                 | - 1355 Stefan Urosz V Nijaki 1371                                                                                  |
| Elektor Saksonii                           | - 1356 Rudolf II Askańczyk 1370                                                                                    |
| Król Szkocji                               | - 1329 Dawid II Bruce 1371                                                                                         |
| Król Szwecji                               | - 1364 Albrecht Meklemburski 1389                                                                                  |
| Król Tajlandii                             | - 1350 Ramathibodi I 1369                                                                                          |
| Sułtan Turków                              | - 1360 Murad I 1389                                                                                                |
| Doża Wenecji                               | - 1365 Marco Cornaro 1367                                                                                          |
| Król Węgier                                | - 1342 Ludwik Andegaweński 1382                                                                                    |
| Wielki mistrz zakonu krzyżackiego          | - 1351 Winrich von Kniprode 1382                                                                                   |

Rok 1366 / MCCCLXVI
stulecia: XIII wiek ~
XIV wiek ~
XV wiek

lata: 1356 «
1361 «
1362 «
1363 «
1364 «
1365 «
1366
» 1367
» 1368
» 1369
» 1370
» 1371
» 1376

## Wydarzenia w Polsce
- 31 marca – Lanckorona uzyskała prawa miejskie.
- Opanowanie Rusi Halickiej oraz uzyskanie kontroli nad zyskownym handlem czarnomorskim. Szlachta małopolska prowadziła tam intensywną kolonizację.
- Kazimierz Wielki założył przy Krakowie miasto na prawie magdeburskim, któremu nadał nazwę Florencja od wezwania kościoła parafialnego. W XV wieku dotychczasową nazwę wypiera określenie Kleparz (Clepardia).
- Ustanowienie króla Polski opiekunem arcybiskupstwa ryskiego.
- Mikstat otrzymał prawa miejskie.
- Łask po raz pierwszy wymieniony z nazwy w źródle historycznym jako Lasko.

## Wydarzenia na świecie
- uchwalone zostały Statuty z Kilkenny podczas obrad w Kilkenny.
- wyklęto i aresztowano księdza Johna Balla, lollarda i ideologa powstania chłopskiego Wata Tylera

## Urodzili się
- 11 maja – Anna Czeska, siostra Zygmunta Luksemburskiego, królowa Anglii, żona Ryszarda II (zm. 1394)

## Zmarli
- 6 stycznia – Piotr Tomasz z Gaskonii, francuski karmelita, biskup, święty katolicki (ur. ok. 1305)
- 25 stycznia – Henryk Suzon, dominikanin, błogosławiony katolicki (ur. 1295 lub 1297)
- 12 grudnia – Bodzęta, biskup krakowski (ur. ok. 1290)
- 22 grudnia – Konrad I Oleśnicki, książę Oleśnicy z dynastii Piastów (ur. między 1292 a 1298)
- data dzienna nieznana:
  - Ulryk IV Wirtemberski, hrabia Wirtembergii (ur. 1315)